# Lampre-Merida/2013
Deze pagina geeft een overzicht van de Lampre-Merida wielerploeg in  2013.

## Algemeen
Sponsor: Lampre, Merida
Algemeen manager: Giuseppe Saronni
Teammanagers: Roberto Damiani, Fabrizio Bontempi, Orlando Maini, Sandro Lerici, Maurizio Piovani, Bohdan Bondarjev, Bruno Vicino
Fietsmerk: Merida
Materiaal en banden: Campagnolo, Vittoria
Kleding: Nalini
Budget: 7,5 miljoen euro
Kopmannen: Damiano Cunego, Alessandro Petacchi, Michele Scarponi, Filippo Pozzato

## Renners
| Naam                          | Geboortedatum | Nationaliteit | Ploeg 2012                |
| ----------------------------- | ------------- | ------------- | ------------------------- |
| Winner Anacona Gomez          | 11-08-1988    | Colombia      |                           |
| Matteo Bono                   | 11-11-1983    | Italië        |                           |
| Mattia Cattaneo               | 25-10-1990    | Italië        | Stage                     |
| Davide Cimolai                | 13-08-1989    | Italië        |                           |
| Damiano Cunego                | 19-09-1982    | Italië        |                           |
| Luca Dodi                     | 26-05-1987    | Italië        | Team Idea                 |
| Kristijan Đurasek             | 26-07-1987    | Kroatië       | Adria Mobil               |
| Elia Favilli                  | 31-01-1989    | Italië        | Farnese Vini–Selle Italia |
| Roberto Ferrari               | 09-03-1983    | Italië        | Androni Giocattoli        |
| Massimo Graziato              | 25-09-1988    | Italië        |                           |
| Matthew Lloyd                 | 24-05-1983    | Australië     |                           |
| Adriano Malori                | 28-01-1988    | Italië        |                           |
| Manuele Mori                  | 09-08-1980    | Italië        |                           |
| Przemysław Niemiec            | 11-04-1980    | Polen         |                           |
| Andrea Palini                 | 16-06-1989    | Italië        | Team Idea                 |
| Alessandro Petacchi (tot 1-8) | 03-01-1974    | Italië        |                           |
| Daniele Pietropolli           | 11-07-1980    | Italië        |                           |
| Jan Polanc                    | 06-10-1992    | Slovenië      | Radenska                  |
| Filippo Pozzato               | 10-09-1981    | Italië        | Farnese Vini              |
| Maximiliano Richeze           | 07-03-1983    | Argentinië    | Team Nippo                |
| Michele Scarponi              | 25-09-1979    | Italië        |                           |
| José Serpa                    | 17-04-1979    | Colombia      | Androni Giocattoli        |
| Simone Stortoni               | 07-07-1985    | Italië        |                           |
| Miguel Ubeto                  | 02-09-1976    | Venezuela     | Androni Giocattoli        |
| Diego Ulissi                  | 15-07-1989    | Italië        |                           |
| Davide Viganò                 | 12-06-1984    | Italië        |                           |
| Luca Wackermann               | 13-03-1992    | Italië        | Stage                     |

## Belangrijke overwinningen
| Ronde van Gabon 2e etappe: Andrea Palini Trofeo Laigueglia Winnaar: Filippo Pozzato Tirreno-Adriatico Bergklassement: Damiano Cunego Internationale Wielerweek 2e etappe: Diego Ulissi 3e etappe: Damiano Cunego 4e etappe: Adriano Malori Eindklassement: Diego Ulissi Ronde van Beieren 4e etappe (individuele tijdrit): Adriano Malori Eindklassement: Adriano Malori Ronde van Polen 1e etappe: Diego Ulissi | Coppa Agostoni Winnaar: Filippo Pozzato Ronde van de Drie Valleien Winnaar: Kristijan Đurasek GP Ouest France-Plouay Winnaar: Filippo Pozzato Grote Prijs van de Etruskische Kust Winnaar: Michele Scarponi Milaan-Turijn Winnaar: Diego Ulissi Ronde van Emilia Winnaar: Diego Ulissi |

Mannen:1991 · 1992 · 1993 · 1994 · 1995 · 1996 · 1997-1998 · 1999 · 2000 · 2001 · 2002 · 2003 · 2004 · 2005 · 2006 · 2007 · 2008 · 2009 · 2010 · 2011 · 2012 · 2013 · 2014 · 2015 · 2016 · 2017 · 2018 · 2019 · 2020 · 2021 · 2022 · 2023 · 2024 · 2025
Vrouwen:2022 · 2023 · 2024 · 2025
AG2R-La Mondiale · Argos-Shimano · Astana · Belkin Pro Cycling · BMC Racing Team · Cannondale Pro Cycling Team · Euskaltel-Euskadi · FDJ · Team Garmin-Sharp · Katjoesja · Lampre-Merida · Lotto-Belisol · Team Movistar · Omega Pharma-Quick Step · Orica-GreenEdge · RadioShack-Leopard · Team Saxo-Tinkoff · Sky ProCycling · Vacansoleil-DCM